# 科斯塔氏直線脂鯉
科斯塔氏直線脂鯉，為輻鰭魚綱脂鯉目脂鯉亞目脂鯉科的其中一個種，為熱帶淡水魚，分布於南美洲聖弗朗西斯科河流域，體長可達5.9公分，棲息在沙底質且流動快速的溪流，生活習性不明。

## 扩展阅读
- 維基物種上的相關：科斯塔氏直線脂鯉